# Зренчиці
Зренчиці (пол. Zręczyce) — село в Польщі, у гміні Ґдув Велицького повіту Малопольського воєводства.
Населення — 823 особи (2011).

## Демографія
Демографічна структура станом на 31 березня 2011 року:
|          | Загалом | Допрацездатний вік | Працездатний вік | Постпрацездатний вік |
| -------- | ------- | ------------------ | ---------------- | -------------------- |
| Чоловіки | 425     | 102                | 293              | 30                   |
| Жінки    | 398     | 90                 | 228              | 80                   |
| Разом    | 823     | 192                | 521              | 110                  |